# Ovário (botânica)

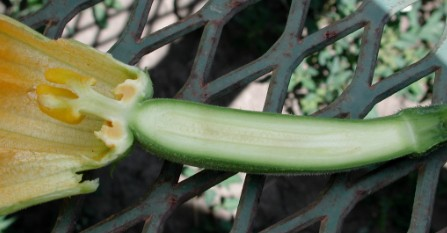
Secção longitudinal de uma flor feminina de Cucurbita spp. mostrando o pistilo (ovário + estilete + estigma), óvulos, e pétalas. As pétalas e sépalas estão acima do ovário, pelo que neste caso o ovário é inferior, o que corresponde a uma flor epigínica.

Representação esquemática das principais estruturas de uma flor perigínica: 1. receptáculo (ou nalguns casos hipanto); 2. cálice (sépalas); 3. corola (pétalas); 4. estames; 5. pistilo. O ovário corresponde à porção dilatada da base do pistilo.

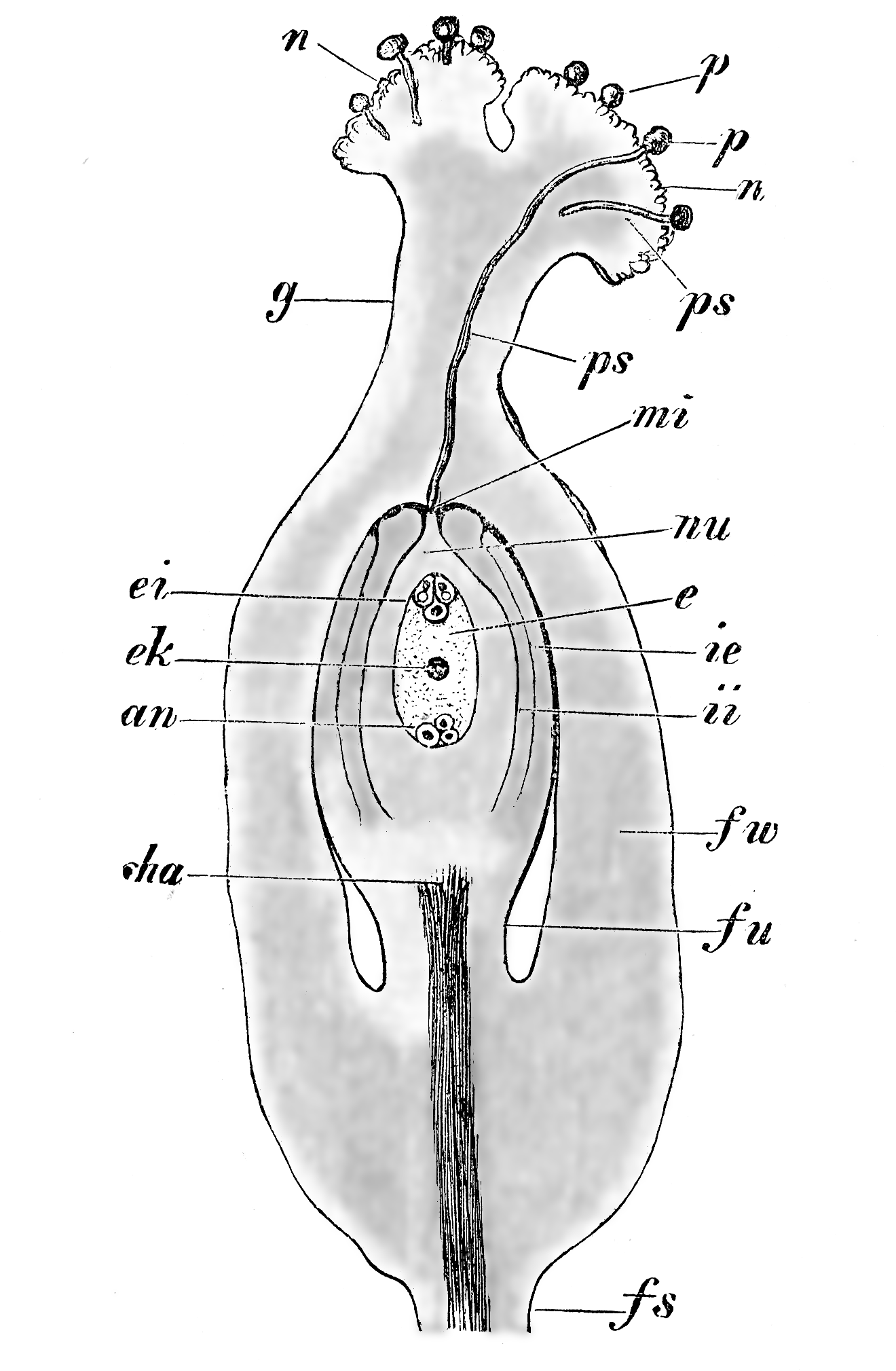
Ovário de Fallopia convolvulus durante a fecundação (48 ×): fu funículo, cha chalaza, nu nucela, mi micrópilo, ii tegumento interno, ie tegumento externo, e saco embrionário, ek nó do saco embrionário, ei oosfera, an antípodas, g estilete, n estigma, p grãos de pólen, ps tubos polínicos.

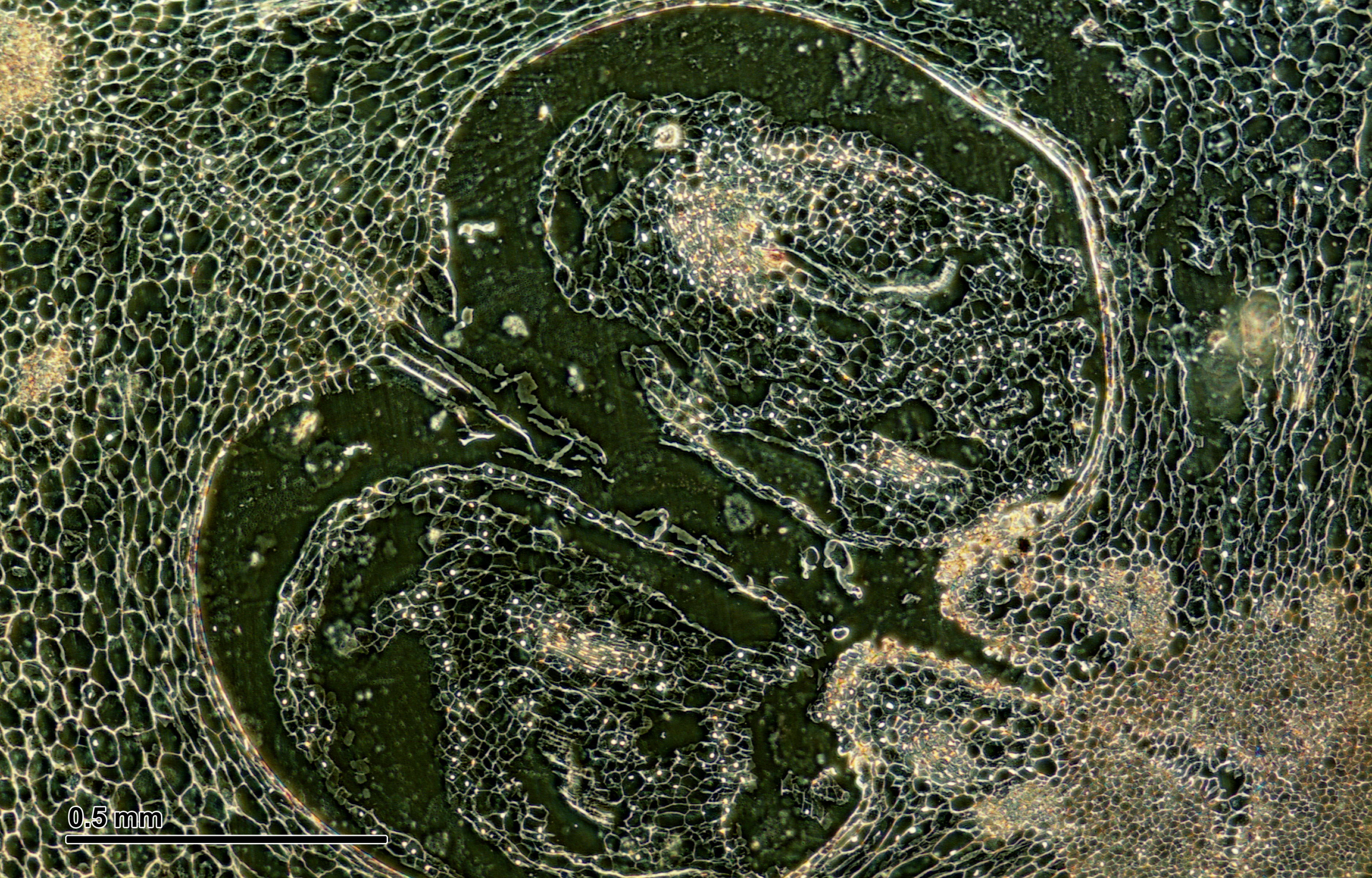
Micrografia do corte transversal do ovário de uma tulipa.

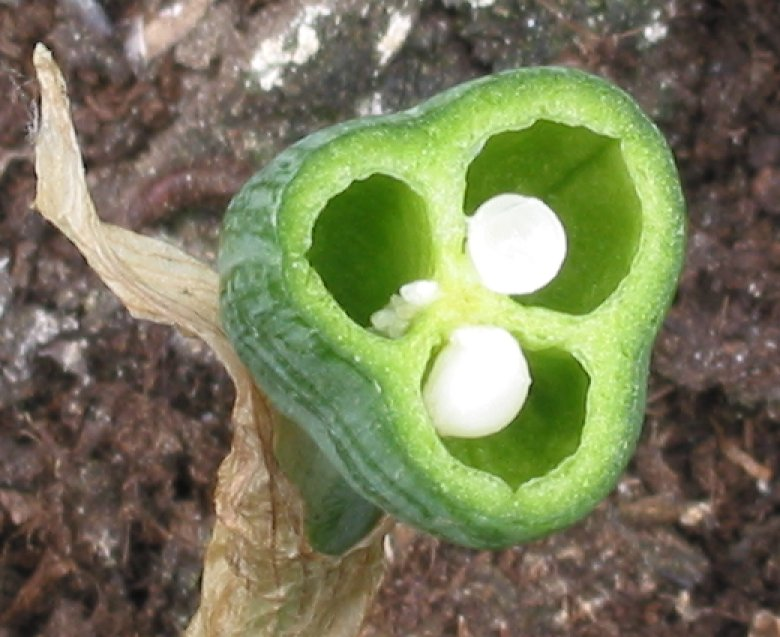
Ovário trilocular de Narcissus, mostrando os septos.

Ovário é a porção dilatada basal do pistilo, o órgão reprodutor feminino das plantas com flor, que contém no seu interior os óvulos. Após a polinização, os óvulos maturam em sementes e o ovário dá origem ao fruto, encerrando as sementes no seu interior. O ovário é formado por uma ou mais folhas modificadas, denominadas carpelos, as quais por fusão ao longo das suas margens formam uma cavidade, que pode ser compartimentada em lóculos, câmaras em cuja parede se forma a placenta onde os óvulos se inserem. Entre as plantas apenas as angiospermas apresentam ovário.

## Descrição
O ovário constitui a parte inferior do pistilo, sendo formado por um ou mais carpelos, folhas profundamente modificadas que assumem a função de macrosporófilos, ou seja, de folhas férteis. Os carpelos, que podem ser livres ou fundidos, formam uma cavidade ao se unirem ao longo das suas margens. Os óvulos ocorrem dentro da cavidade assim formada, sendo a posição dos óvulos no ovário designada por placentação.
O ovário apresenta-se externamente como uma porção bulbosa na base do pistilo, formada por um ou mais carpelos fundidos ao longo das margens, com suturas aparentes ao longo da linha de fusão. No seu interior o ovário apresenta um ou mais lóculos, as câmaras onde se localizam os óvulos. Cada óvulo é fixado na parede interna do lóculo por um funículo que o liga à placenta, estrutura correspondente a porções modificadas do tecido do parênquima da face interna do carpelo. A quantidade de lóculos pode auxiliar na estimativa da quantidade de carpelos que deu origem ao gineceu.
Como o pistilo pode ser constituído por um ou mais carpelos, o ovário, por constituir a parte basal da estrutura, necessariamente também é constituído por igual número de carpelos. Nessas circunstâncias o ovário designa-se por unicarpelar (quando formado por um único carpelo), dicarpelar (dois carpelos), tricarpelar (três carpelos) e assim por diante, embora a partir de três carpelos se prefira a designação genérica de pluricarpelar, ou seja, parte de um gineceu formado por múltiplos carpelos.
Quando existe mais de um carpelo, pode ocorrer a situação de carpelos fundidos, podendo nesse caso o ovário conter parte de um carpelo ou partes de vários carpelos fundidos. Quando os carpelos estão livres entre si, o gineceu é designado por apocárpico; quando os carpelos estão fundidos total ou parcialmente, é designado por sincárpico.
Acima do ovário, prolongando-o para a parte distal da flor, estão o estilo e o estigma, a estrutura onde o grão de pólen pousa e germina, formando o tubo polínico que cresce através do estilete até penetrar no ovário. Cada óvulo é individualmente fertilizado durante o processo de polinização, dando cada um origem a uma semente. Algumas flores polinizadas pelo vento têm ovários muito reduzidos e modificados.
Após a fertilização dos óvulos, e concomitantemente com o desenvolvimento das sementes, a parede do ovário evolui para formar o fruto, que pode ser seco ou conter polpa (o mesocarpo espessado do fruto), que nesse caso resulta do engrossamento das paredes do ovário, mantendo no seu interior os lóculos, agora parte da estrutura do fruto.
O ovário pode estar localizada acima, abaixo ou próximo do ponto de conexão dos verticilos que suportam a base das pétalas e sépalas. Daí resulta uma das formas mais comuns de classificação dos ovários, de base posicional.

## Estrutura do ovário
Na flor das angiosperma, o gineceu normalmente está diferenciado em ovário, estilete e estigma, sendo o ovário o sector que contém a cavidade seminal, isto é, a cavidade com os óvulos a fecundar.
Dentro do ovário há uma ou mais cavidades denominadas lóculos, que conjuntamente formam a cavidade seminal, que contêm os óvulos em espera para serem fecundados e se transformarem em sementes. Nessa cavidade, os óvulos inserem-se dentro do ovário numa região da parede interna que se designa por placenta. Após a fecundação o ovário e estruturas acessórias transformam-se em fruto.
Dentro dos óvulos (que correspondem aos macrosporângios) desenvolve-se o macrósporo do qual por mitoses sucessivas se forma o gametófito feminino (oosfera no seu saco embrionário).
Acima do ovário posicionam-se os estiletes e os estigmas.
O ovário das plantas com flor estrutura-se em lóculos, os quais são câmaras no interior  (e que depois aparecem replicados no fruto). Os lóculos contêm os óvulos (ou sementes, após o ovário se transformar em fruto) e podem ou não ser preenchidos após o desenvolvimento do fruto com tecido do mesocarpo (a polpa do fruto). Dependendo do número de lóculos no ovário, os ovários (e por consequência os frutos) podem ser classificados como uniloculares, biloculares, tri-loculares ou multiloculares. Algumas plantas apresentam septos (e nalguns casos falsos septos, estruturas que não chegam a dividir totalmente o lóculo) entre os carpelos pelo que o número de lóculos presentes num gineceu pode ser igual ou menor que o número de carpelos, dependendo da presença de septos. A segmentação do ovário permite a sua classificação em função do número de lóculos em monocarpo (uma estrutura carpelar única com um único lóculo), apocarpo (vários carpelos não fundidos entre si formando outros tantos lóculos) e cenocarpo (pluricarpelar, com os carpelos total ou parcialmente fundidos), sendo que neste último caso é considerado um sincarpo quando a fusão é apenas externa, mantendo lóculos separadas em cada estrutura carpelar, ou paracarpo (quando há formação de um único lóculo com placentação lateral) ou lisicarpo (quando a placentação ocorre num eixo central, geralmente ao longo de uma columela). Estes últimos tipos são por vezes referidos como pseudo-monocárpicos. No decurso da divisão locular podem surgir compartimentos estéreis, isto é desprovidos de placenta viável ou de óvulos, ou com óvulos atrofiados.
Nos ovários pode ocorrer a formação de secções mais ou menos separadas ao longo de cada lóculo ou diferentes placentações num mesmo lóculo (como no caso da romã). Os carpelos são frequentemente sincárpicos na área basal, mas paracárpicos mais distalmente, razão pela qual os ovários cenocárpicos são geralmente referidos como sincárpicos.
Em situações incomuns pode ocorrer a fusão total ou parcial dos ovários de flores diferentes localizadas na mesma inflorescência, formando um pseudo-monocarpo designado por singínio (por vezes na latinizado como syngynium). Esse tipo de fusão ocorre, por exemplo, em flores dos géneros Batis e Lonicera (madressilvas).
Os óvulos estão fixos a partes das paredes internas dos ovários, designadas por placentas. As áreas placentárias ocorrem em várias posições, correspondendo a várias partes dos carpelos que constituem o ovário. Um obturador está presente no ovário de algumas plantas, próximo ao micrópilo de cada óvulo. Este obturador é uma excrescência da placenta, importante para nutrir e guiar o tubo polínico até ao micrópilo.
O ovário de alguns grupos plantas dá origem a frutos deiscentes. Nesse caso, a parede do ovário divide-se em secções designadas por valvas, que abrem espontaneamente quando o fruto atinge a maturidade. Não há correspondência padrão entre as valvas e a posição dos septos, pelo que as valvas podem-se separar pela divisão dos septos (situação em que se diz ocorrer deiscência septicida), ou por zonas de separação localizadas entre septos (situação que se designa por deiscência loculicida), ou o ovário pode abrir-se de outras maneiras, como através de poros ou por uma estrutura em forma de tampa.

## Classificação com base na posição

Esquema das possíveis posições do ovário (I), ovário súpero (II), ovário semi-ínfero (III), ovário ínfero (a: androceu, g: gineceu, p: pétalas, s: sépalas, r: receptáculo).

Uma das terminologias de descrição do ovário mais comuns baseia-se ao ponto de inserção sobre o receptáculo (onde as outras partes florais, o perianto e o androceu, se unem e se fixam à superfície do ovário. Se o ovário se situa acima do ponto de inserção, será súpero, se abaixo, ínfero. A classificação mais comum é a seguinte:
- Ovário súpero — o ovário encontra-se acima do receptáculo e do ponto de inserção das restantes partes florais. É um receptáculo cónico ou convexo, onde o ovário integra a parte alta da flor. As sépalas, pétalas e os estames inserem-se em verticilos na base do ovário. Neste caso a flor diz-se hipógina. Os frutos derivados de um ovário súpero podem ser, por exemplo, bagas ou drupas (como em Hypericum calycinum). Outros exemplos deste tipo de ovário incluem as leguminosas (feijão, ervilha e seus parentes);
- Ovário ínfero — encontra-se abaixo dos verticilos florais e assente sobre um receptáculo acentuadamente côncavo, pelo que as sépalas, pétalas e estames estão inseridos claramente acima da base do ovário. Uma flor com ovário ínfero diz-se epígina. Os ovários ínferos originam falsos frutos do tipo pomo  e cinorródio (embora, como no género Pyracantha, o ovário que dá origem a alguns destes pseudo-frutos seja na realidade semi-infero). Outros exemplos são os frutos do género Fuchsia (bagas inferiores), onde o receptáculo é uma parte floral que também participa na constituição do fruto, e as flores das orquídeas (que dão origem a cápsulas inferiores). Nas Asteraceae, onde também ocorrem ovários ínferos, o fruto é semelhante a um aquénio, mas inferior, designado por cipsela. Outro grupo bem conhecido com ovário ínfero são as Cucurbitaceae, originando os frutos que são conhecidos por melão, abóbora, cabaça e similares.
- Ovário semi-ínfero (ou médio) — localiza-se em posição média, mais ou menos circundado pelo receptáculo, no qual está embebido.[6] O receptáculo (nalguns casos é um hipanto) é em geral plano e as sépalas, pétalas e estames estão inseridos na sua base. As correspondentes flores são designadas por períginas ou semi-epigínicas. Em algumas classificações esta tipologia não é reconhecida, existindo muitas posições intermédias entre súpero e ínfero.[16][17][18] Flores com ovário deste tipo ocorrem, por exemplo, na família Lythraceae, que inclui o género Lagerstroemia utilizado como ornamental.

### Ovários estipitados

Diferença entre ovário ginofórico e ovário estipitado ou pedunculado (carpóforo e base do pistilo).

Um ovário estipitado (ou pedunculado) é aquele em que os tecidos da parte basal do próprio ovário formam uma estrutura estreitada em forma de pedúnculo (ou pódio), designado por ginopódio (por vezes podogínio). Esta situação não deve ser confundida com os ovários do tipo ginofórico, androginofórico ou antofórico, em que a estrutura peduncular é formada por tecidos do receptáculo. Se a base ou a parte superior do ginopódio tiver a forma de um disco, tal estrutura pode corresponder a um disco nectarífero com células que exsudam néctar. Também não deve ser confundido com o carpóforo, estrutura que vem do ovário ou da base da flor e suporta o fruto.
Também é possível a existência de um carpopódio (ou podocarpo), uma estrutura mais ou menos endurecida, formada por células não diferenciadas (tecnicamente um calo) situadas abaixo do ovário das compostas (Asteraceae) que forma o ponto de ancoragem do fruto ( no caso um aquénio). Essa estrutura deve ser considerada diferente das anteriormente descritas dado que a sua origem histológica não está ligada ao ovário.

Ginóforo.
Androginóforo.
Antóforo.
Andróforo.
Livre na área circundante ou abaixo e dentro do hipanto.

Outra forma de classificar os ovários consiste na determinação do entrenó do receptáculo se insere. Quando o ovário se insere no mesmo entrenó com o gineceu, é considerado ginóforo; quando se insere com o androceu, é considerado androginóforo; e quando se insere com o conjunto dos verticilos florais é considerado antóforo.
Uma forma especial ocorre quando a estrutura do ovário sustenta os estames, sendo então o ovário é considerado androfórico, situação em que os estames estão acima e as sépalas e pétalas abaixo do receptáculo. O ovário pode neste caso ser organizado de forma diferente. Outra forma especial, designada por estaminóforo, ocorre no eucalipto e em outras Myrtaceae (família das murtas), na qual uma tira de tecido é formada a partir do receptáculo e funciona como suporte dos estames.

### Relação com a formação do fruto
A posição do ovário é determinante no desenvolvimento subsequente do fruto: se o ovário se une com a parede interna do receptáculo, define-se "ínfero"; se não diz "súpero". No primeiro caso desenvolve-se um falso fruto derivado do crescimento do ovário e do receptáculo; no segundo desenvolve-se um fruto propriamente dito, sendo que na sua formação não participa o receptáculo.
O fruto é o ovário ou ovários amadurecidos, junto com as sementes, de uma ou mais flores. Os frutos de uma planta são responsáveis por dispersar as sementes que contêm o embrião e também por proteger as sementes. Em muitas espécies, o fruto incorpora alguns tecidos circundantes ou é disperso em conjunto com alguns tecidos não frutíferos.

## Galeria

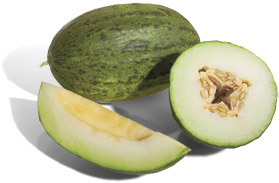
The syncarpous ovary of this melon is made up of four carpels, and has one locule.
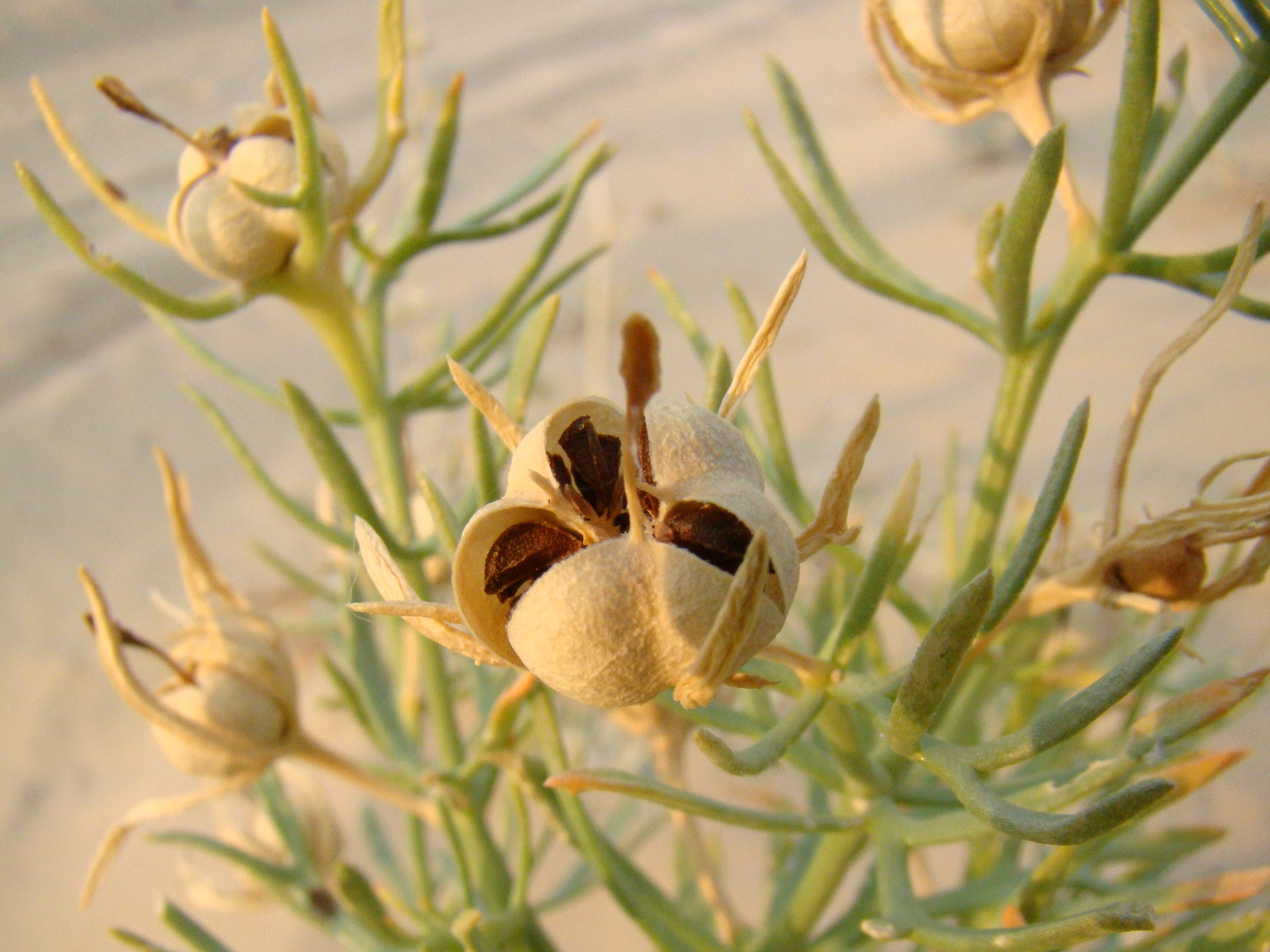
In this Peganum harmala, the ovary of a fruit has split into valves.
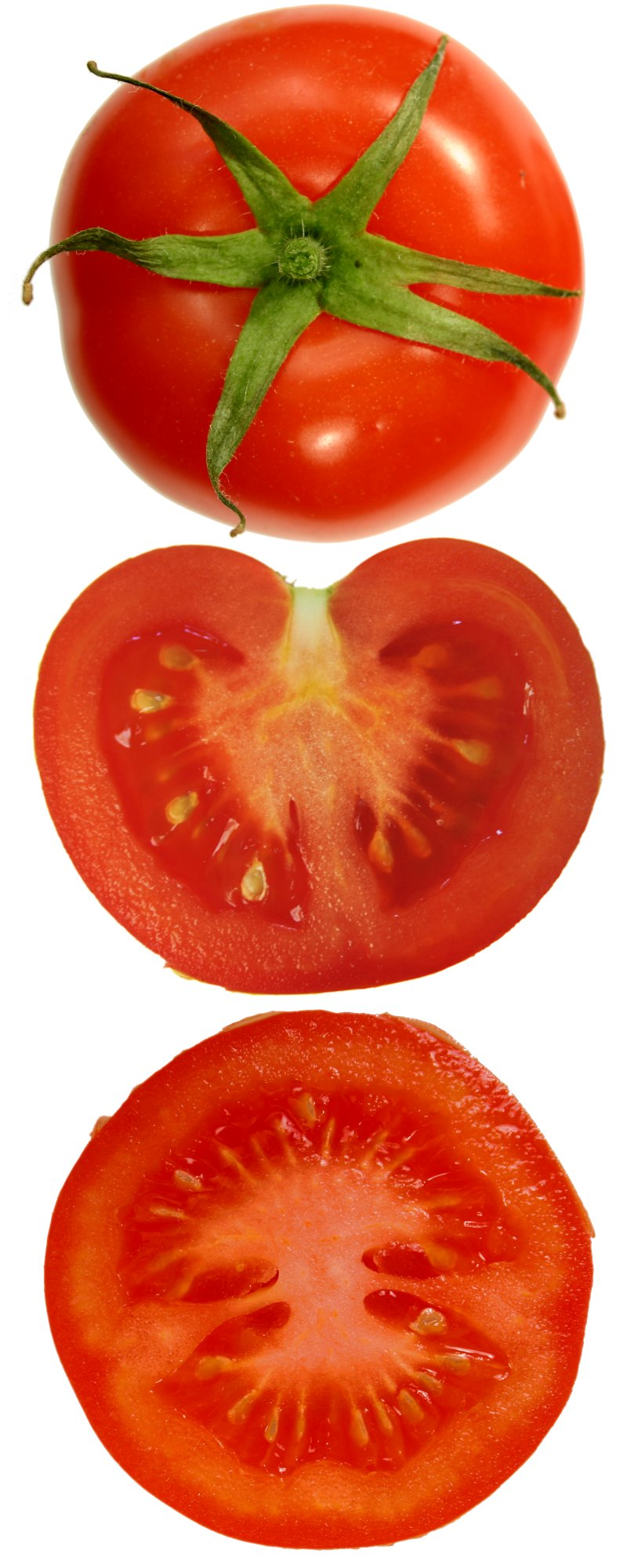
The seeds in a tomato fruit grow from placental areas at the interior of the ovary. (This is axile placentation in a bi-locular fruit.)
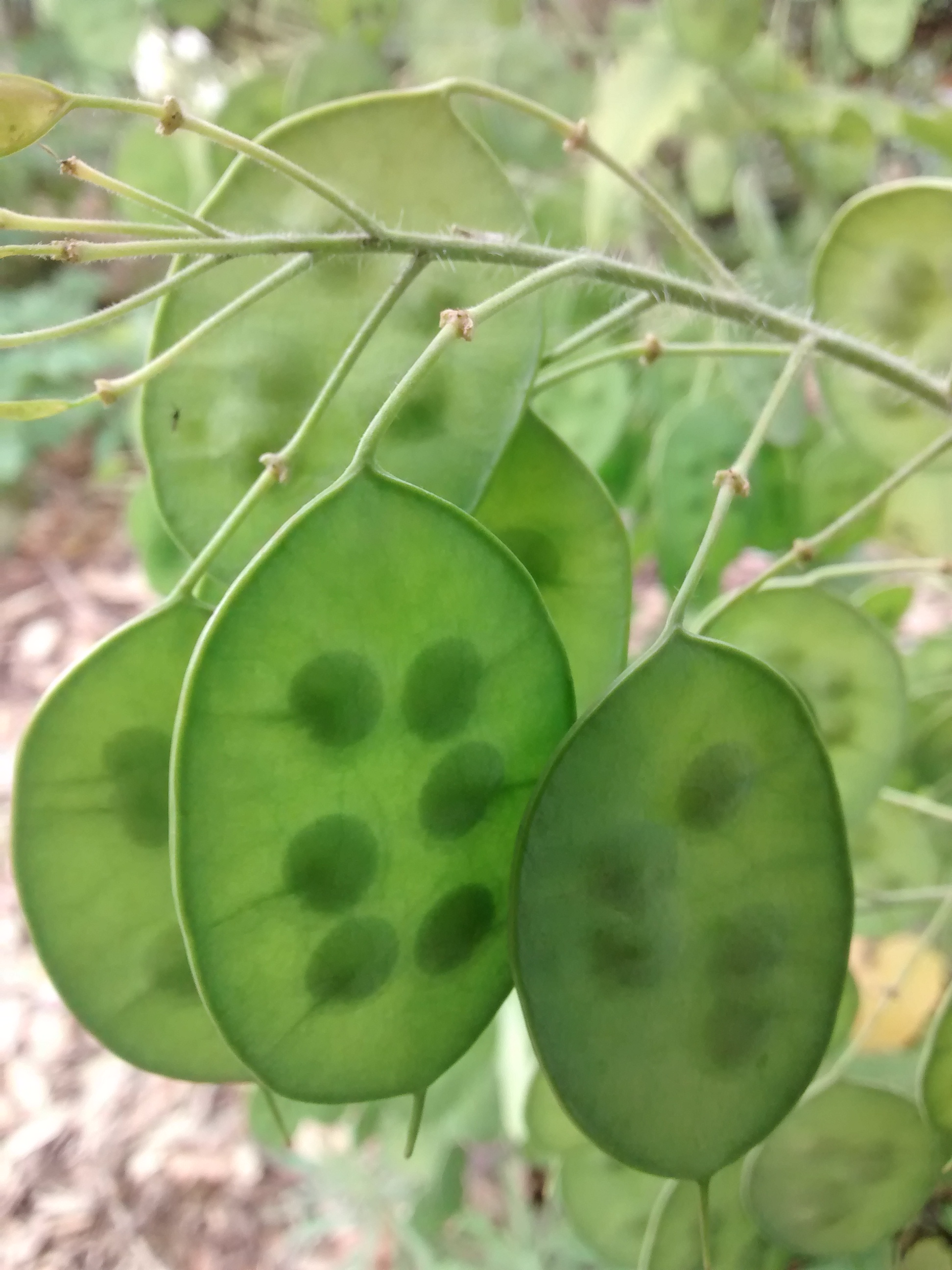
The placentae in Lunaria are along the margins of the fruit, where two carpels fuse. (This is parietal placentation in a bi-locular fruit.)
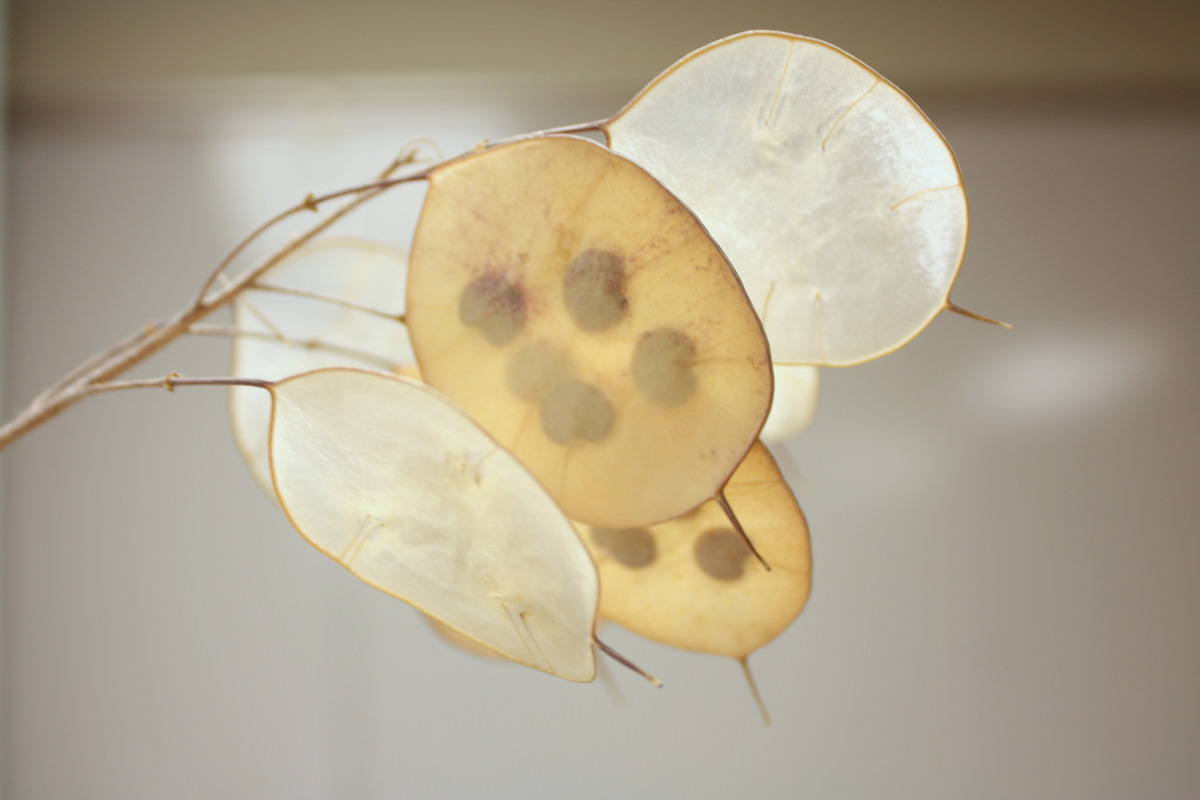
The valves of Lunaria fruit fall to reveal a septum that was between the two carpels of the ovary.